# Iors födelsedag
Iors födelsedag (eng: Winnie the Pooh and a Day for Eeyore) är en amerikansk tecknad kortfilm från 1983 i regi av Rick Reinert. Filmen är baserad på två kapitel av de två Nalle Puh-böckerna Nalle Puh och Nalle Puhs hörna av Alan Alexander Milne. Filmen är producerad av Walt Disney Pictures och var den sista filmatiseringen av A.A. Milnes böcker om Nalle Puh.

## Handling
Nalle Puh, Nasse, Kanin och Ru leker "Puh-pinnar" vid en bro över en å. Där träffar de I-or som säger att ingen har kommit ihåg att det var hans födelsedag den dagen, och då vill Puh och hans vänner försöka ordna det.

## Rollista
| Roll              | Originalröst     | Svensk röst     |
| Berättare         | Laurie Main      | Stefan Ekman    |
| Nalle Puh         | Hal Smith        | Tor Isedal      |
| I-or              | Ralph Wright     | Stephan Karlsén |
| Nasse             | John Fiedler     | Gunnel Fred     |
| Kanin             | Will Ryan        | Hans Lindgren   |
| Ru                | Dick Billingsley | Emelie Kempe    |
| Kängu             | Julie McWhirter  | Gunnel Fred     |
| Christoffer Robin | Kim Christianson | Mårten Ekman    |
| Uggla             | Hal Smith        | Åke Lagergren   |
| Tiger             | Paul Winchell    | Anders Beckman  |